# Flüchtlingszüge aus Prag
Bei den Flüchtlingszügen aus Prag handelte es sich um 14 Sonderzüge, die eingesetzt wurden, um DDR-Bürgern im Zuge der Flüchtlingswelle im Sommer und Herbst 1989 die Reise aus Prag nach Westdeutschland zu ermöglichen. Die Flüchtlinge hatten zuvor auf dem Gelände der Deutschen Botschaft Prag Asyl gesucht. Die Fahrt der Züge war ein in hohem Maße öffentliches Symbol für die Auflösung der SED-Herrschaft und den Beginn der Revolution von 1989 in der DDR.

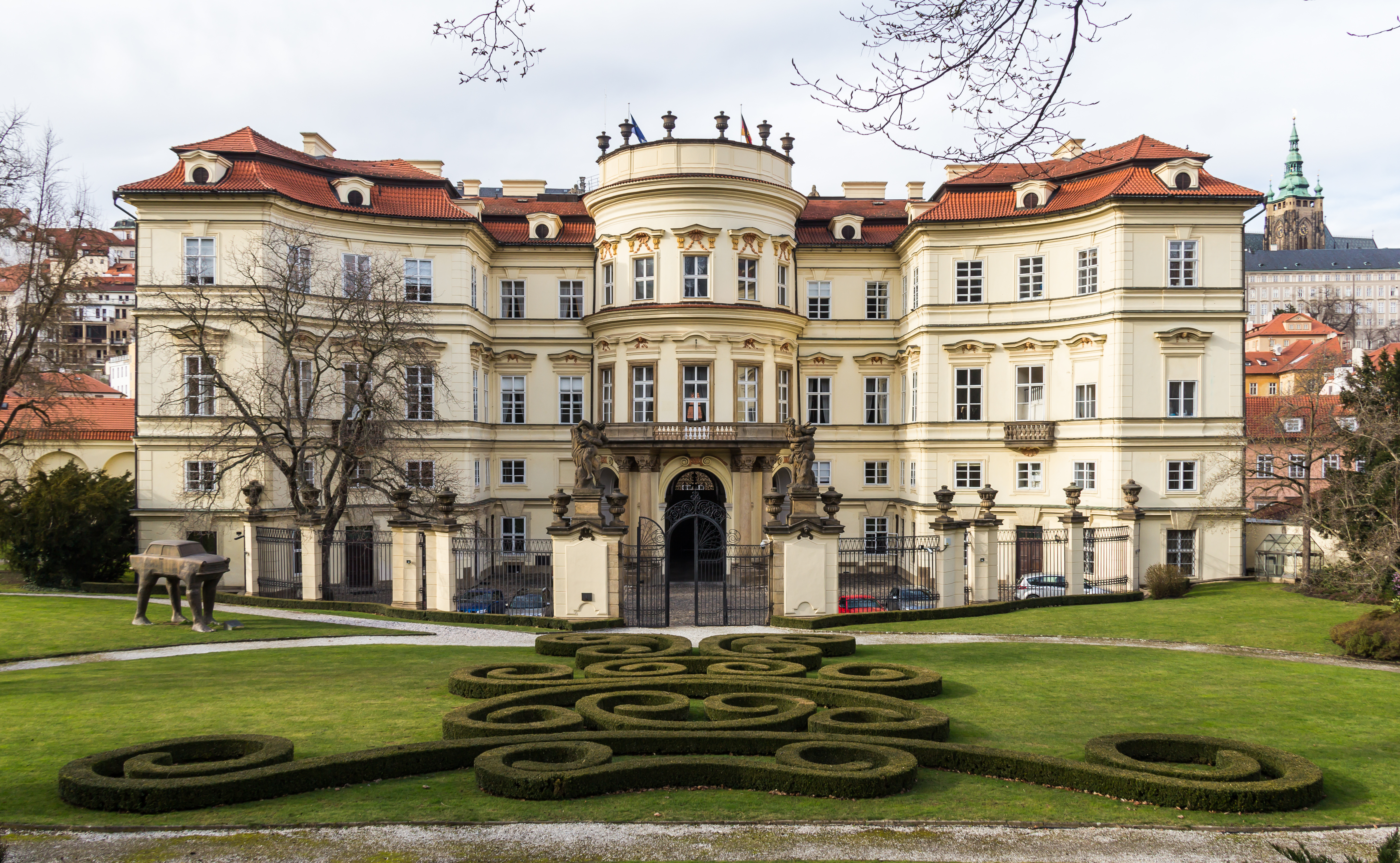
Gartenseite der deutschen Botschaft in Prag im Palais Lobkowitz. Im Zentrum der halbrunde Balkon im ersten Stock, von dem Hans-Dietrich Genscher die Rede hielt.

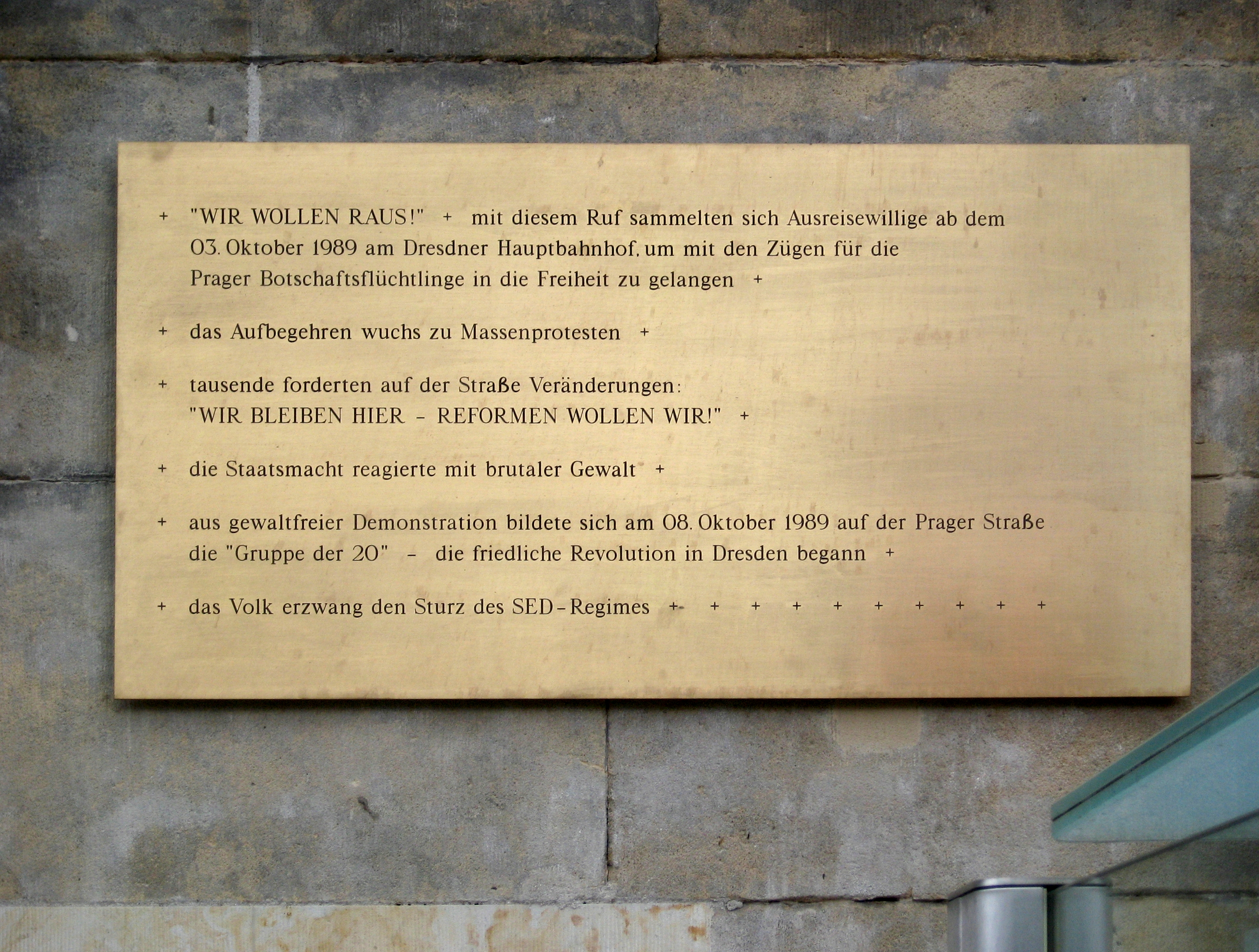
Gedenktafel am Hauptbahnhof Dresden, mit Hinweis auf die Bildung der Gruppe der 20 (Dresden)

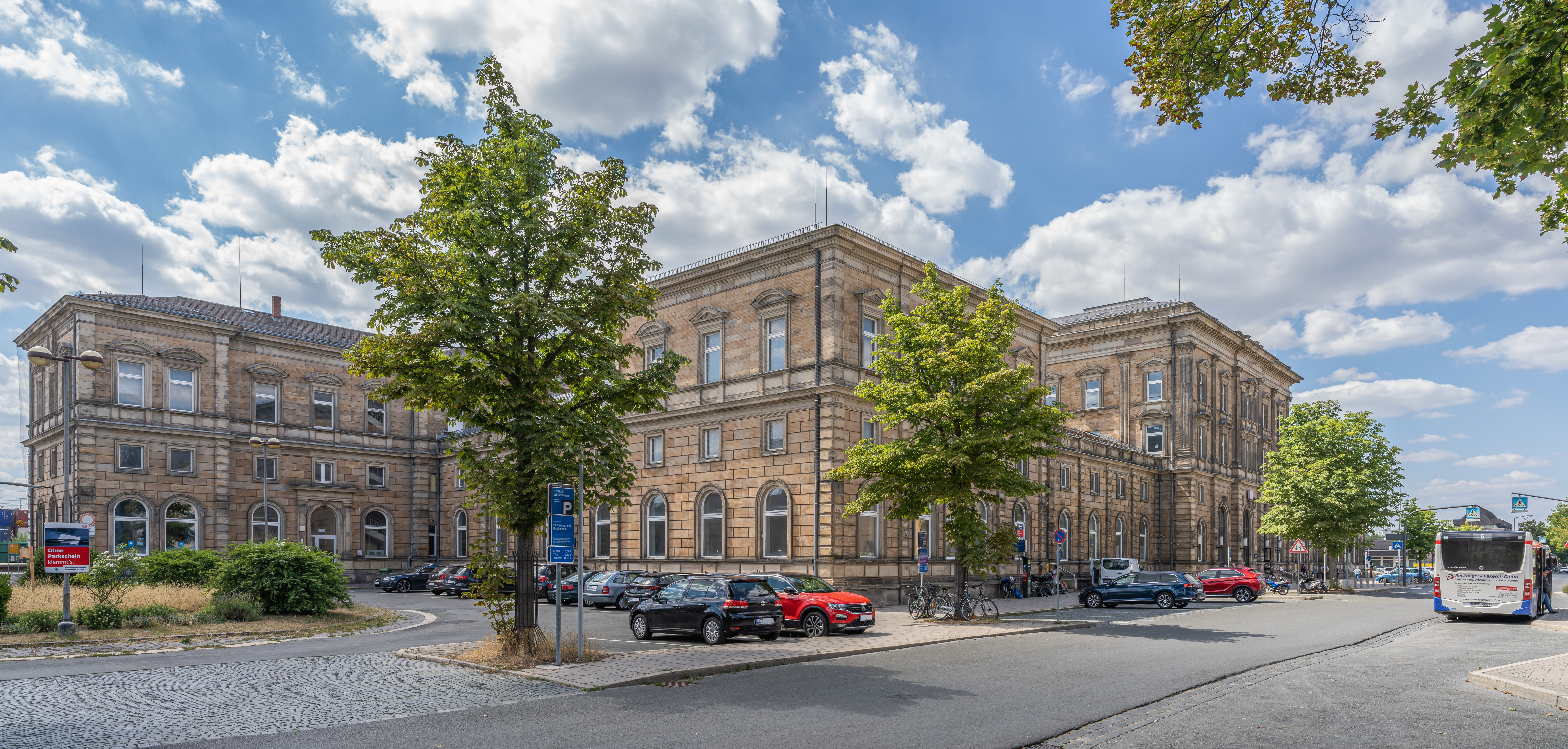
Hof Hauptbahnhof

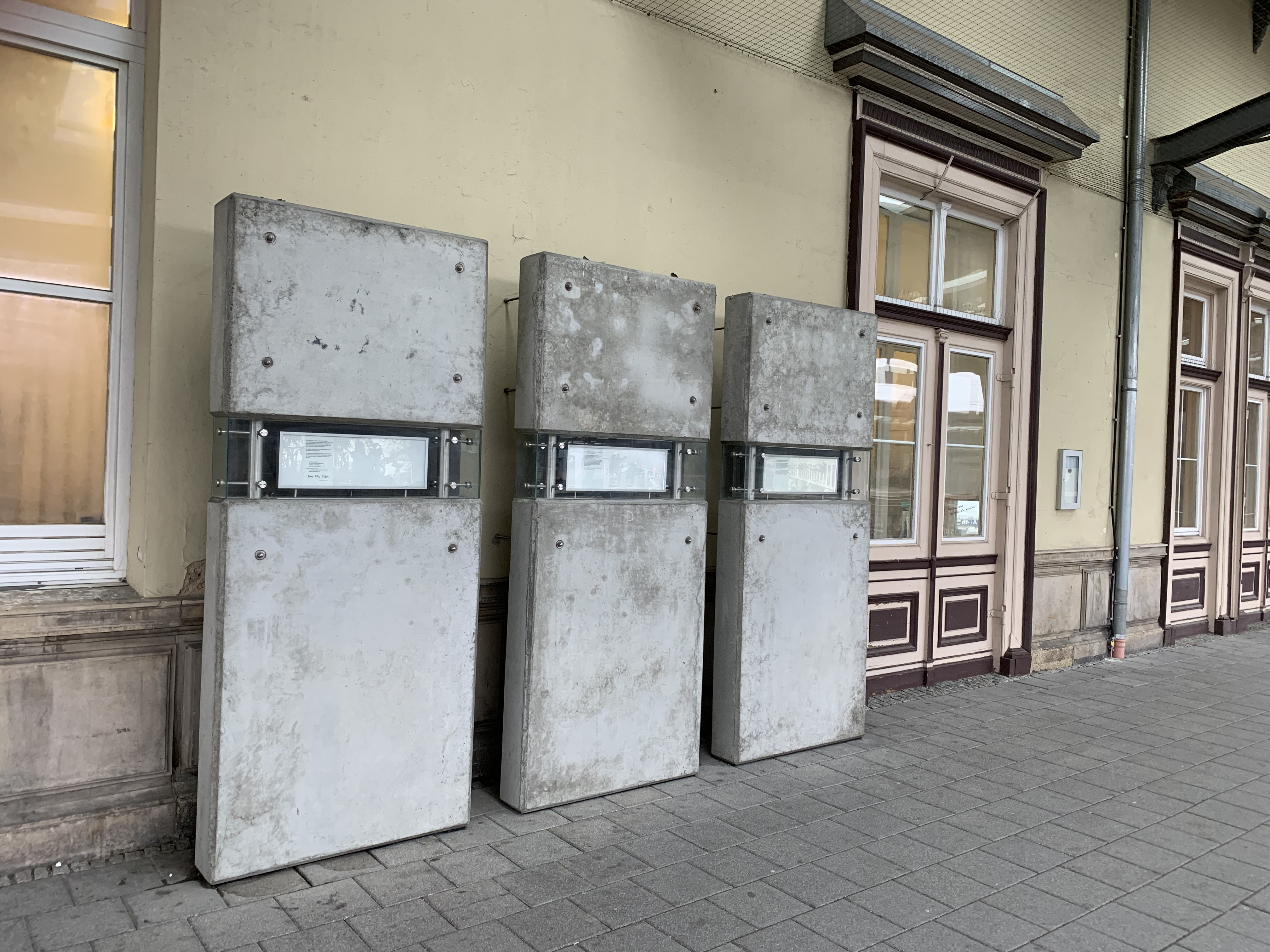
Denkmal am Hofer Hauptbahnhof

## Ausgangslage
Vor dem 40. Jahrestag der Gründung der DDR geriet die SED-Regierung im Sommer 1989 vermehrt unter Druck: Bei nachlassender Bereitschaft der „sozialistischen Bruderstaaten“, DDR-Bürger konsequent an der Flucht zu hindern und den DDR-Staatsorganen auszuliefern, gelang es einer zunehmenden Zahl frustrierter DDR-Bürger, sich über Drittstaaten in die Bundesrepublik abzusetzen. Eines der Hauptziele dieser Ausreise-Bewegung war die bundesdeutsche Botschaft in der Tschechoslowakei (ČSSR) in Prag, denn zunächst war die ČSSR für Inhaber eines DDR-Passes noch ohne Visum erreichbar.
Die Deutsche Botschaft Prag ist im barocken Palais Lobkowitz untergebracht. Zunehmend kamen DDR-Bürger dorthin, die im Palais und schließlich auch seinem angrenzenden Garten untergebracht werden mussten. Am 19. August 1989 waren es rund 120 Flüchtlinge, täglich kamen 20 bis 50 weitere hinzu. Am 23. August schloss Botschafter Hermann Huber auf Weisung des Auswärtigen Amts die Botschaft für den Publikumsverkehr. Das half aber nicht: Weitere Flüchtlinge erzwangen sich Zutritt, teils an nachlässiger werdender tschechoslowakischen Polizei vorbei durch das Tor, teils, indem sie den Zaun auf der Rückseite des Grundstücks überkletterten. Im Park der Botschaft wurden Zelte und sanitäre Anlagen aufgestellt, aber die sanitären Bedingungen in der Botschaft wurden im Laufe des Septembers prekär, zeitweise hielten sich 4000 Flüchtlinge gleichzeitig auf dem von Regenfällen durchnässten Gelände auf.
Der damalige Bundesminister des Auswärtigen Hans-Dietrich Genscher verhandelte über das Problem mit den Außenministern der Sowjetunion (Eduard Schewardnadse), der DDR (Oskar Fischer) und der ČSSR (Jaromír Johanes) am Rande der UN-Vollversammlung in New York. In den Verhandlungen wurde vereinbart, dass die Ausreise in die Bundesrepublik per Zug erfolgen solle – und zwar auf Druck Erich Honeckers über das Gebiet der DDR. Damit wollte das DDR-Regime den Schein souveränen Handelns wahren und durch eine Ausbürgerung der Flüchtlinge während der Zugfahrt durch die DDR ihre ungebrochene politische Aktionsfähigkeit demonstrieren. Um zu verhindern, dass die DDR-Organe jemanden aus dem Zug holten, sollten in jedem Wagen zwei Mitarbeiter des Auswärtigen Amtes mitfahren. Die DDR gab hier nach, da die Unterstützung ihrer Verbündeten wegbrach und sie für die Feiern zum 40. Jahrestag der DDR am 7. Oktober 1989 das Problem aus der Welt geschafft haben wollte. Hans-Dietrich Genscher traf am Abend des 30. September 1989 in Prag ein. Um 18:58 Uhr verkündete er vom gartenseitigen Balkon:

„Liebe Landsleute,
wir sind zu Ihnen gekommen,
um Ihnen mitzuteilen,
dass heute Ihre Ausreise
[Aufschrei und Jubel]
 … möglich geworden ist.“

Das Satzende ging in dem aufbrausenden Jubel der im Hof kampierenden Flüchtlinge unter, nachdem das Stichwort „Ausreise“ gefallen war.

## Erste Züge
Die Züge für die Ausreise wurden von der Deutschen Reichsbahn gestellt. Schon Tage vor der Einigung der beiden deutschen Staaten über das Verfahren erhielt z. B. das Bahnbetriebswagenwerk Zwickau die Anweisung, einen entsprechenden Sonderzug zusammenzustellen. Ebenso waren bereits Listen über besonders vertrauenswürdige Lokomotivführer und Zugführer zusammengestellt, die die Züge fahren sollten. Zunächst verkehrten sechs dieser Züge mit jeweils zehn Personenwagen. Die Lokomotiven stellte in Deutschland das Bahnbetriebswerk Reichenbach: Von Bad Schandau nach Reichenbach wurde eine Elektrolokomotive und von dort bis Hof eine Diesellokomotive vorgespannt. In Dresden-Reick war zudem ein Wechsel des Lokomotivführers vorgesehen.
Als Laufweg der Züge wurde Prag (Bahnhof Praha-Libeň) – Grenzbahnhof Bad Schandau – Dresden – Karl-Marx-Stadt – Plauen – Gutenfürst – Hof gewählt. Damit fuhren die Züge 254 km durch Gebiet der DDR. Bei der Reichsbahndirektion Dresden wurde ein „operativer Stab“ eingerichtet, der die Fahrt der Züge lenkte. Dort wurde auch festgelegt, dass neben dem Lokomotivführer ein Lotse mit besonderer Streckenkenntnis – bevorzugt aus dem Bezirk der jeweils durchfahrenen Direktion – auf allen Lokomotiven mitfahren sollte, um sicherzustellen, dass die Züge nirgends halten mussten.

## Fahrt
Am Abend des 30. September wurden die ersten Flüchtlinge aus der deutschen Botschaft mit Bussen zum Bahnhof Praha-Libeň gefahren, wo die Züge bereitgestellt wurden. Gegen 20:50 Uhr fuhr als Sr 23360 der erste los.
Es sprach sich entlang der Strecke schnell herum, dass die Züge durch die DDR fuhren. Dies führte zu Menschenansammlungen, besonders im Bereich von Dresden Hauptbahnhof. Die ersten beiden Züge mussten hier noch halten. Drei Personen gelang es, auf den zweiten Zug aufzuspringen. Daraufhin wurde dieser Halt für die folgenden Züge gestrichen und der Befehl ausgegeben, dass alle Züge Bahnhöfe zügig durchfahren. Weitere Sicherungsmaßnahmen wurden getroffen: Alle Stellwerke wurden von Transportpolizei besetzt. Die Fahrdienstleiter hatten den Zügen Vorrang zu gewähren. Bahnübergänge wurden ebenfalls von der Polizei bewacht, damit nicht etwa ein Autofahrer mit dem abgestellten Fahrzeug einen Zug zum Halten brächte. Polizei, Nationale Volksarmee und Betriebskampfgruppen sicherten die gesamte Strecke, insbesondere Brücken. Ab dem zweiten Zug kam es immer wieder zu „Zwischenfällen“, weil die Flüchtlinge aus dem Zug Freiheitsparolen skandierten, Fahnen der Bundesrepublik Deutschland mit Bundesadler schwenkten oder Uniformierte mit Gegenständen, DDR-Münzen und auch Abfallbeuteln bewarfen.
Die DDR-Führung bürgerte alle Flüchtlinge aus. Dies geschah während eines etwa 45-minütigen Aufenthalts im Bahnhof Reichenbach. Hier mussten wegen damals nicht vorhandener Elektrifizierung der Strecke nach Hof die Lokomotiven gewechselt werden. Stasi-Mitarbeiter sammelten die Personalausweise ein und gaben die Dokumente nicht mehr zurück. Aufgrund dieser eingesammelten Papiere beschlagnahmte die DDR in der Folge die Vermögen der DDR-Flüchtlinge.
Der erste Zug traf am 1. Oktober 1989 um 06:14 Uhr in Hof Hauptbahnhof ein. Auf der Lokomotive fuhr ein Mitarbeiter der Stasi mit und erstattete anschließend Bericht. Mitarbeiter von Bahnhofsmission, Bayerischem Roten Kreuz und Technischem Hilfswerk hatten ab Mitternacht den Empfang der Ausgereisten auf dem Bahnsteig in Hof vorbereitet, vor allem ihre Verpflegung. Sie wurden anschließend in improvisierten Aufnahmelagern in Hessen und Bayern untergebracht.
Die Zahlenangaben zu den ersten sechs Zügen schwanken zwischen 5273 und 5490 Passagieren.

## Zweite Serie
Nach erfolgreicher Räumung des Geländes strömten erneut Tausende Ausreisewillige in die Botschaft. Am 4. Oktober waren hier wieder über 5000 Menschen, weitere 2000 harrten davor in der Kälte aus. Wieder konnte eine Ausreise per Bahn arrangiert werden. Erneut wurden Sonderzüge – diesmal acht – eingesetzt, um das „Problem“ zu lösen. Wieder stellte in Deutschland das Bahnbetriebswerk Reichenbach die Lokomotiven und es wurde zunächst entsprechend der ersten sechs Züge vom 1. Oktober verfahren. Diese verließen am Abend des 4. und in der Nacht zum 5. Oktober 1989 zwischen 18:34 Uhr und 01:35 Uhr den Bahnhof Praha-Libeň und passierten die innerdeutsche Grenze zwischen 05:49 Uhr und 10:48 Uhr am 5. Oktober 1989.
Doch verstärkt gegenüber der ersten Serie von Sonderzügen versuchten nun Fluchtwillige in der DDR, an die Züge zu gelangen. Allein in Dresden sollen es 5000 gewesen sein, die sich im Hauptbahnhof befanden, weitere 10.000 davor. Die ersten drei Züge aus Prag mussten deshalb in Bad Schandau so lange warten, bis die Polizei in Dresden sicherstellen konnte, dass die Gleise auch hier frei waren (es hatte Gleisbesetzungen von Fluchtwilligen gegeben), damit die Züge ohne Halt durchfahren konnten. Die Lokomotivführer wurden schriftlich angewiesen, Langsamfahrstellen schneller als zulässig zu durchfahren.
Für die nächsten fünf Verbindungen wurde nach diesen Vorfällen der Laufweg durch die DDR verkürzt, indem der deutsch/tschechoslowakische Grenzübergang beim Bahnhof Bad Brambach genutzt wurde, was die Strecke in der DDR auf 95 km verkürzte. Das Einsammeln der Personalausweise geschah bei der zweiten Serie während der Fahrt, unmittelbar nach dem jeweiligen deutsch-tschechoslowakischen Grenzbahnhof. In Plauen (Vogtl) gelang es zwei Personen, die Absperrungen um den Bahnhof zu umgehen und auf einen Zug aufzuspringen.
Es gibt unterschiedliche Angaben zu der Gesamtzahl der Flüchtlinge in diesen acht Zügen. Sie schwanken zwischen 6242 und 8270.

## Danach
Die DDR führte nun eine Visumspflicht für Reisen in die ČSSR ein. Sie schloss so faktisch ihre Grenze. Der Zustrom von Flüchtlingen in die deutsche Botschaft in Prag versiegte dadurch fast. Am 1. November hob die DDR jedoch die Visumspflicht wieder auf, so waren am 3. November wieder mehr als 5000 Personen auf dem Gelände der Botschaft. Am selben Tag um 21 Uhr teilte der stellvertretende Außenminister der ČSSR in einem kurzen Gespräch mit dem stellvertretenden deutschen Botschafter mit, dass ohne DDR-Genehmigung eine Ausreise direkt von Prag in die Bundesrepublik möglich sei.
Täglich fuhren fortan tausende DDR-Bürger mit dem Zug nach Prag, wo das Botschaftspersonal auf dem Bahnhof Hilfestellung zur direkten Weiterreise in die Bundesrepublik gab. Dies führte dazu, dass die DDR-Führung am 9. November ankündigte, die Ausreise direkt zu ermöglichen, was noch am gleichen Abend den Fall der Berliner Mauer und die faktische Reisefreiheit nach sich zog.
Im Rückblick wird dieses Ereignis als Einleitung des Endes der DDR gesehen.

## Film
- Zug in die Freiheit. Dokumentarfilm. Regie: Sebastian Dehnhardt, Matthias Schmidt. Deutschland 2014.[19]